# Pedro Ramis
Pedro Ramis y Ramis (Mahón, 24 de agosto de 1748 - íd. 15 de mayo de 1816) fue un jurista y traductor políglota español, hermano del abogado, historiador y poeta Juan (1746- 1819) del médico Bartolomé (1751-1837), del agrónomo José (1766-1821) y del abogado e historiador Antonio Ramis (1771-1840).
Era hijo del abogado Bartolomé Ramis y Serra  (1730-1788) y de Catalina Ramis y Calafat, ambos parientes en segundo grado y procedentes de una antigua familia de Inca. Hizo sus primeros estudios en Palma de Mallorca y se doctoró en ambos derechos civil y canónico en Aviñón el 15 de julio de 1776, ejerciendo en Menorca, siendo asesor del crimen y juzgado del vicealmirantazgo durante el gobierno inglés en la misma (1798-1802). Dotado de una memoria fotográfica y de gran pasión por las lenguas, llegó a dominar latín, griego, hebreo, árabe, inglés, francés, italiano y alemán, por lo que fue nombrado por el Rey intérprete de lenguas extranjeras en Menorca. Reunió una escogida biblioteca de los mejores humanistas antiguos y modernos. Tradujo al catalán menorquín las comedias de Molière y del inglés al español el voluminoso proceso que la Corte de Inglaterra mandó formar contra el general James Murray, gobernador de Menorca, por haber entregado el Castillo de San Felipe a las armas españolas (1786) que se conserva manuscrita. Casó con Bárbara Roselló, de la que tuvo no más que una hija, Catalina Ramis, casada con el capitán suizo Antonio Schwager.